# 더들리

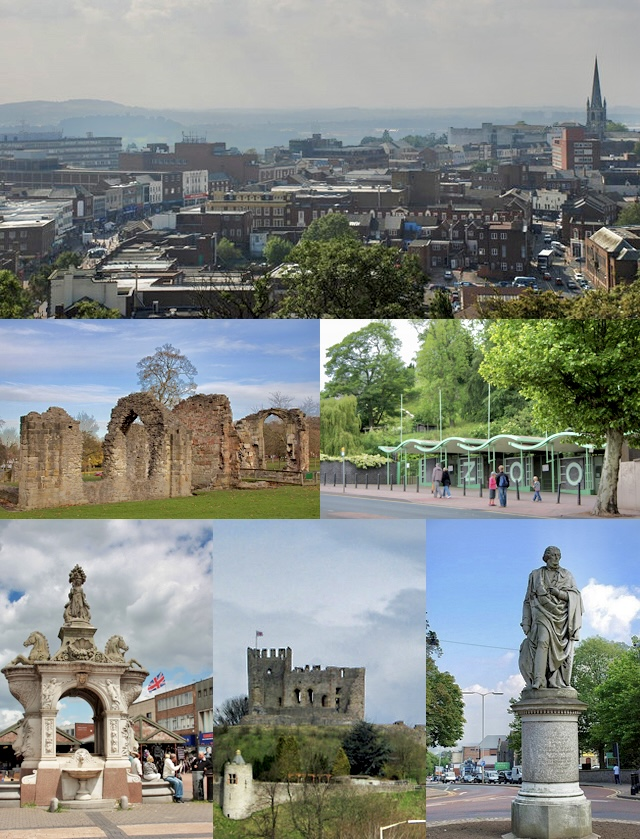
더들리

더들리(영어: Dudley)는 잉글랜드 웨스트미들랜즈주에 위치한 마켓 타운이자 행정의 중심지로 인구는 79,379명(built-up area, 2011년 기준)이다. 울버햄프턴에서 남동쪽으로 9.7km, 버밍엄에서 북서쪽으로 16.9km 정도 떨어진 곳에 위치한다.